# Haagsche Commissie Bank
De Haagsche Commissie Bank werd in 1903 opgericht. De bank fuseerde in mei 1951 met de Nederlandsche Bank en Credietvereeniging voor Zuid-Afrika, die vanuit Amsterdam en Pretoria opereerde. Hierbij werd het Haagse kantoor gesloten.
Het door de architect F.A. Bodde in 1915 ontworpen bankgebouw aan de Prins Hendrikstraat 39 was later in gebruik als tehuis en  als discotheek De Tempel van de Bhagwanbeweging. Sinds 2011 is de afdeling archeologie van de gemeente Den Haag er gehuisvest.